# Talk to Me (canción de Nirvana)
«Talk To Me» es una canción de la banda de Grunge Nirvana. 

## Versiones en vivo
Esta canción no fue grabada en estudio alguno de grabación pero se sabe que la tocaron 5 veces en vivo: 
- 16 de noviembre de 1991 en Muggia, Italia.
- 17 de noviembre de 1991 en Mezzago, Italia.
- 23 de noviembre de 1991 en Gante, Bélgica.
- 26 de noviembre de 1991 en Bradford, Reino Unido.
- 4 de octubre de 1992 en Seattle, Washington.

## Publicaciones comerciales
La versión de la canción tocada el 4 de octubre de 1992 en Seattle, Washington, aparece en el DVD de la caja póstuma de la banda , "With the Lights Out".
Otra actuación popular fue la del 17 de noviembre de 1991 en Mezzago, Italia, que apareció en muchas ediciones no autorizadas en los 90, como el "Europa 1991" y el "Outcesticide: In Memory of Kurt Cobain"

## Curiosidades
- De acuerdo a Courtney Love, el cantante y guitarrista de Nirvana Kurt Cobain tenía propuesto donar "Talk To Me" a su amigo Mark Lanegan, de la banda de Grunge Screaming Trees, y la igualmente rara "Opinion" a su ídolo, el músico americano Iggy Pop. Después de la muerte de Kurt Cobain en abril de 1994, Love cambio las canciones, dando "Talk To Me" a Pop, y "Opinion" a Lanegan. Hasta la fecha, ninguna canción ha sido grabada.

- Se cree que pudo haber sido grabada en marzo de 1994, dos semanas antes de la muerte de Kurt, en su casa en Seattle, supuestamente con Pat Smear, Guitarrista de los últimos periodos de Nirvana.

- En el año 2017, la banda argentina El Bordo presentó, en su álbum El Refugio, la canción Háblame, que además de traducir partes del tema al español, es de enorme parecido al tema de Nirvana. El homenaje quedó de manifiesto en la presentación del álbum el 17 de septiembre del mismo año en el estadio Luna Park, antes de tocar el tema Háblame, un vídeo de Kurt Cobain fue proyectado por las pantallas del estadio mientras el líder de la banda Alejandro Kurz, conocido fanático de Nirvana, se arrodillaba en reverencia.